# The Monn Keys
The Monn Keys var en norsk vokalgrupp med flera ensemblesammansättningar som existerade mellan 1948 och 1964.
Monn kommer från den musikaliska ledaren, arrangören och stiftaren Egil Monn-Iversen, medan Keys syftar på det engelska ordet för tonart. Sammansatt får man det engelska ordet för apa, och gruppen var också en musikalisk cirkusgrupp. Sølvi Wang, Fredrik Conradi, Arne Bendiksen, Per Asplin, Oddvar Sanne och Nora Brockstedt var medlemmar i gruppen i kortare eller längre perioder medan den existerade.
Gruppen blev populär i Norge, Sverige och Danmark och uppträdde bland annat i Storbritannien, Nederländerna, Belgien, USA och Tyskland. Då NRK:s TV-sändningar startade i början av 1960-talet var The Monn Keys en viktig del i underhållningen. Gruppen var också aktiv inom filmen, och medverkar i filmer som Operasjon Løvsprett.

## Historia
The Monn Keys bildades år 1948 av Sølvi Wang och Egil Monn-Iversen, och var den första tiden en ren amatörensemble.
Gruppen debuterade som skivgrupp år 1951 bestående av Sølvi Wang, Per Asplin, Fredrik Conradi, Nora Brockstedt och Oddvar Sanne. Erik Diesen var med som fast textförfattare.
The Monn Keys blev snabbt kända med hjälp av sina skivor, radio och film – och år 1954 fick de erbjudandet att på heltid arbeta vid teatern Chat Noir i Oslo. Fredrik Conradi lämnade gruppen till fördel för ett jobb som reklamchef i Esso. Ny medlem blev Arne Bendiksen. Gruppens första revy vid Chat Noir blev en stor succé och Egil Monn-Iversen blev fast kapellmästare vid teatern. Nora Brockstedt gjorde stor succé i gruppen, men ville istället satsa på sin solokarriär. Hon lämnade gruppen år 1956.
År 1957 startade gruppen firman Egil Monn-Iversen A/S, ägt av de fyra medlemmarna och Monn-Iversen. Under denna firman skapade de sitt eget skivmärke, Triola. Gruppen blev samtidigt stora radiofavoriter i program som Slagerparaden, Lån oss øre och Det ligger i luften. År 1959 blev Egil Monn-Iversen direktör vid Chat Noir, och gruppen deltog i de flesta revyerna där fram till Monn-Iversens avgång som chef år 1963.
The Monn Keys hade stor aktivitet på sitt eget skivmärke Triola, och gav ut omkring 20 singlar och 15 EP-skivor under perioden från 1958 till 1963. Gruppens EP-skiva med låtarna "Åh Maria jag vill hem" och "Sucu Sucu" blev en storsäljare i Sverige och låg etta i tre veckor på branschtidningen Show Business försäljningslista  23/6-7 juli 1961. 1960-talet gjorde också The Monn Keys till stjärnor över hela Norden genom TV-versionen av Slagerparaden (1960) och programmet Prospektkortet (1963) som båda visades på Nordvisjonen. De turnerade också utanför Norden, och spelade in en engelskspråkig skiva: "Here Are The Monn Keys" (1961) som fick god kritik från USA.
Filmen Operasjon Løvsprett (1962) var en fortsättning på framgången i Norge, och med den filmen blev också gruppens mest kända schlager lanserad: Stakkars Store Sterke Karer. Denna låten låg under nio veckor på VGs lista. Två år efter kom uppföljaren Operasjon Sjøsprøyt. The Monn Keys upplöstes samma år, 1964, men medlemmarna märktes i många år efteråt som starka personligheter i norskt kultur- och musikliv.
The Monn Keys var inte den första vokalgruppen i norsk populärmusik, men markerar en skillnad på grund av sin enorma popularitet. Gruppen hade en mix av stark musikalitet, revyhumor och starka soloartister. Den traditionen som The Monn Keys startade syns idag hos bland annat Dizzie Tunes, Grethe Kausland, Gitarkameratene, Cheezy Keys, Kvinner på randen och Ylvis.

## Utgivna skivor, filmer och föreställningar (i urval)
Musikalbum
- 1958 – Tulipaner fra Amsterdam (Triola)
- 1959 – En glad calypso om våren (Triola)
- 1961 – Sucu Sucu (Triola) (12 veckor på VG:s lista)
- 1961 – Åh, Marie jeg vil hjem til deg (Triola) (14 veckor på VG:s lista)
- 1961 – Here Are The Monn Keys (Warner Bros. (USA))
- 1963 – The Monn Keys (Triola) (9 veckor på VG:s lista)
- 1968 – Nå er det jul igjen (RCA)

Filmer
- 1953 – Brudebuketten
- 1954 – Troll i ord
- 1954 – Portrettet
- 1962 – Operasjon Løvsprett
- 1964 – Operasjon Sjøsprøyt

Föreställningar
- 1952 – Over alle grenser (Chat Noir)
- 1953 – Være, eller ikke være (Chat Noir)
- 1955 – Kjør Storgata (Chat Noir)
- 1957 – Fifty, Fifty (Centralteatret)
- 1959 – Det går på by'n (Chat Noir)
- 1959 – Apekattene (Chat Noir)